# 薩爾波勒扎哈卜
薩爾波勒扎哈卜（波斯語：‎，Sarpol-e Zahab）是伊朗西部的城市，位於該國西部札格羅斯山脈西部，由克爾曼沙汗省萨尔波勒扎哈卜县負責管轄，同时也是萨尔波勒扎哈卜县的首府所在地。

## 现况
萨尔波勒扎哈卜位于伊朗－伊拉克边境地区，距離伊朗首府克爾曼沙赫约110公里，毗鄰與伊拉克接壤的邊境，海拔高度548米。2006年调查人口为34632人。主要居民为库尔德人。

## 历史

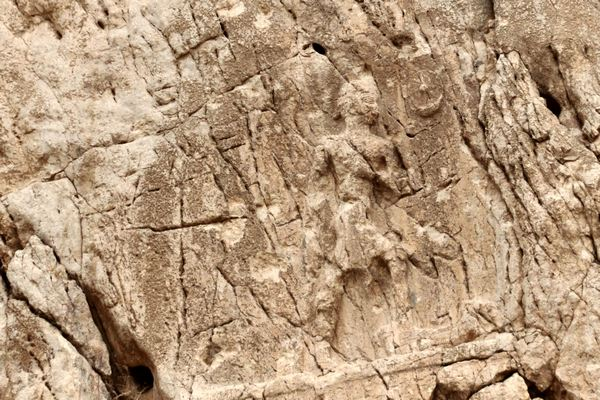
公元前三千年的卢卢比时代浮雕之一

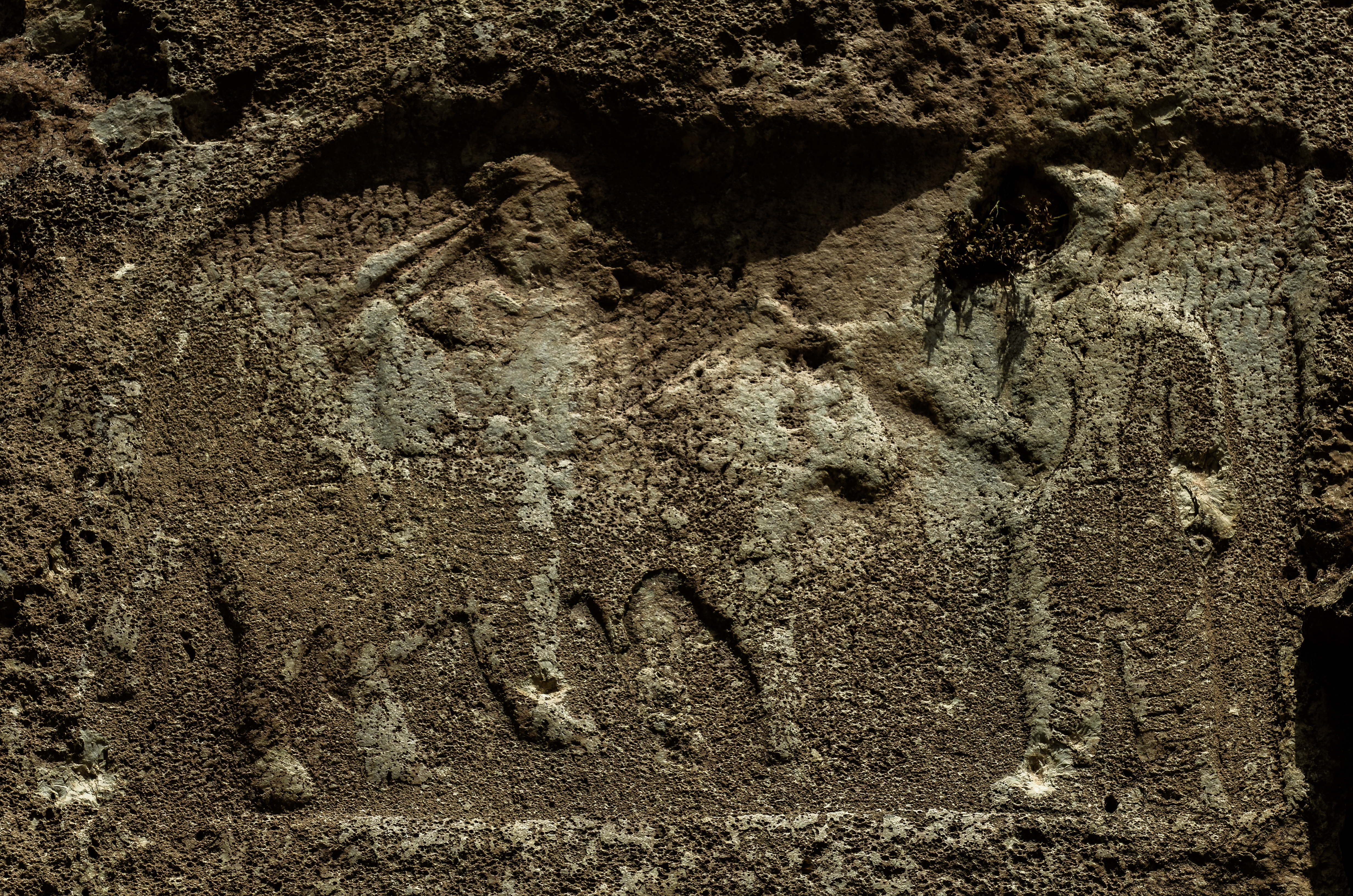
安息时代浮雕

萨尔波勒扎哈卜历史悠久，当地有公元前三千年的卢卢比时代浮雕，描绘卢卢比国王阿努巴尼尼的胜利，另外还发现有安息时期的浮雕。一般认为该地即古代名城胡勒万城。
在两伊战争期间，该城受到激烈争夺，几乎被完全摧毁。战后，该城得以重建。

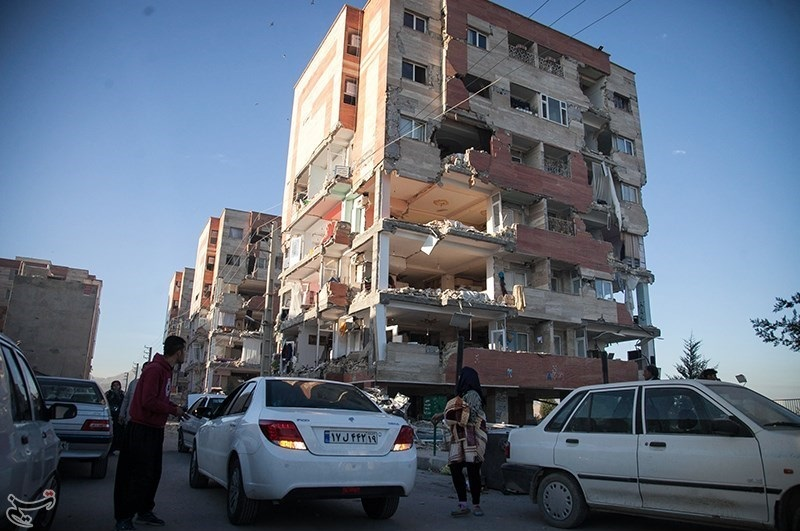
2017年地震时的萨尔波勒扎哈卜

由于伊朗－伊拉克边境地区位于亚欧板块、非洲板块、印度板块和阿拉伯板块交界处，邻近阿尔卑斯带，因此地质构造活动、地震活动频繁。这一地区历史上曾发生过沿死海转换断层的重大地震，其中较为显著的如1759年11月的近东地震，是次地震造成了至多20,000人死亡。2017年11月12日，萨尔波勒扎哈卜地区发生强烈地震，造成至少630人死亡、8100人受伤、7万人无家可归。萨尔波勒扎哈卜市受到严重影响，医院等建筑物受损，市内至少有142人遇难。2018年5月，萨尔波勒扎哈卜的重建工作完成了一半。